# Sonsón
Sonsón (durante la época de dominio español llamado San José de Ezpeleta de Sonsón) es un municipio de Colombia localizado al sur del departamento de Antioquia, en la jurisdicción de la subregión Oriente.
Siendo el municipio más extenso del suroriente antioqueño, posee todos los pisos térmicos y un páramo, llegando en su punto más alto a los 3.350 m s. n. m. Su cabecera está delimitada por el cerro Capiro, el páramo mismo y el cañón del Río Arma, que desciende abruptamente en el extremo sur de la ciudad.
Por su importancia histórica que radica en su participación decisiva en la colonización antioqueña, especialmente, hacia el llamado viejo Caldas y el norte del actual Valle del Cauca; su importancia política, siendo cuna de ministros, gobernadores y héroes de la independencia, y su preponderancia económica en el siglo XIX y XX, Sonsón posee una enorme riqueza patrimonial representada en su centro histórico, en buen estado de conservación, así como museos y centros culturales dedicados a difundir y preservar la historia de la ciudad. Sonsón emerge como un destino turístico de Antioquia.

## Toponimia

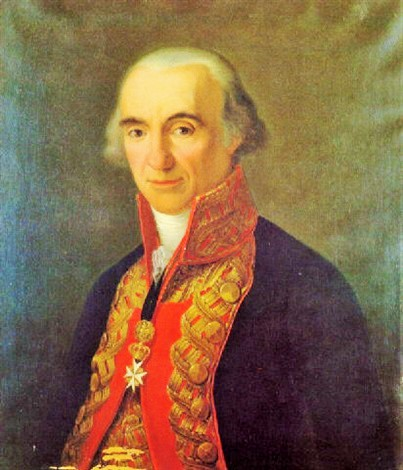
José Manuel de Ezpeleta, virrey de la Nueva Granada.

Al conceder el permiso para fundar la ciudad, el 27 de agosto de 1789, el gobernador Francisco Baraya otorgó al poblado el nombre de San José de Ezpeleta de Sonsón en honor del Virrey de aquel entonces, José Manuel de Ezpeleta; sin embargo, el territorio que ocupa el municipio siempre fue conocido como Sonsón, o Valles Altos de Sonsón, ello incluso mucho antes de la fundación. Existen cuatro versiones con respecto al origen del nombre; la primera, de origen popular, dice que los pobladores iniciales al encontrar las tierras adecuadas para establecerse, exclamaron «éstas, son, son». La segunda fue postulada por  Manuel Uribe Ángel, quien sostuvo que el nombre es onomatopéyico y que procede del sonido de las aguas de las cataratas cercanas al nuevo poblado. Juan B. Montoya y Flórez afirmó que el nombre proviene de la palabra Cocom (voz Maya), argumentando que los Caribes que ocuparon estas tierras provenían de México o Yucatán. La cuarta versión indica que el origen de este nombre radica en el vocablo indígena sunsun (cañabrava).

## Historia

### Antecedentes de la fundación
Probablemente en los primeros días de agosto de 1789, treinta y cinco vecinos de Rionegro y Marinilla encabezados por José Antonio de Alzate, se dirigieron al gobernador pidiendo tierras para establecerse en el Valle de Sonsón.

«Nos que esto firmamos, vecinos de Rionegro unos, y otros del Valle del Señor San Josef de Marinilla, ante Usía con nuestro mayor rendimiento parecemos, y como mejor proceda decimos: Que motivados de suma pobreza de bienes de fortuna, escasos de tierras en qué trabajar, y lo que es más doloroso, ni aun terreno en que poder hacer una casa para poder mantener la vida y nuestras familias, por la estrechez que hay y se manifiesta en uno y otro vecindario de nuestro sitio, a causa de la propagación de las gentes: Hemos determinado retirarnos a las montañas del Valle de Sonsón...»

Así comenzaba dicha petición.
El 27 de agosto de 1789, el gobernador envió respuesta favorable a los interesados. A mediados de 1790, los promotores de la causa fundacional volvieron a dirigirse al gobernante para agilizar los trámites, obteniendo, el 19 de junio, la orden de levantar toda la información necesaria para adelantar el proceso de fundación; análisis que se entregó al gobernador el 19 de noviembre del mismo año, mediante el cual el alcalde de 2o. voto de Rionegro, Manuel Jaramillo Ossa, informó que la fundación no perjudicaba mayormente al terrateniente del lugar, Felipe de Villegas y Córdoba.
El 28 de enero de 1791, el gobernador Baraya, por decreto, ordenó la fundación; decía este:

«...se declara débese fundar en las mencionadas tierras la nueva Colonia que se solicita, denominándosela en uso de las facultades que competen a este gobierno, San José de Ezpeleta…»

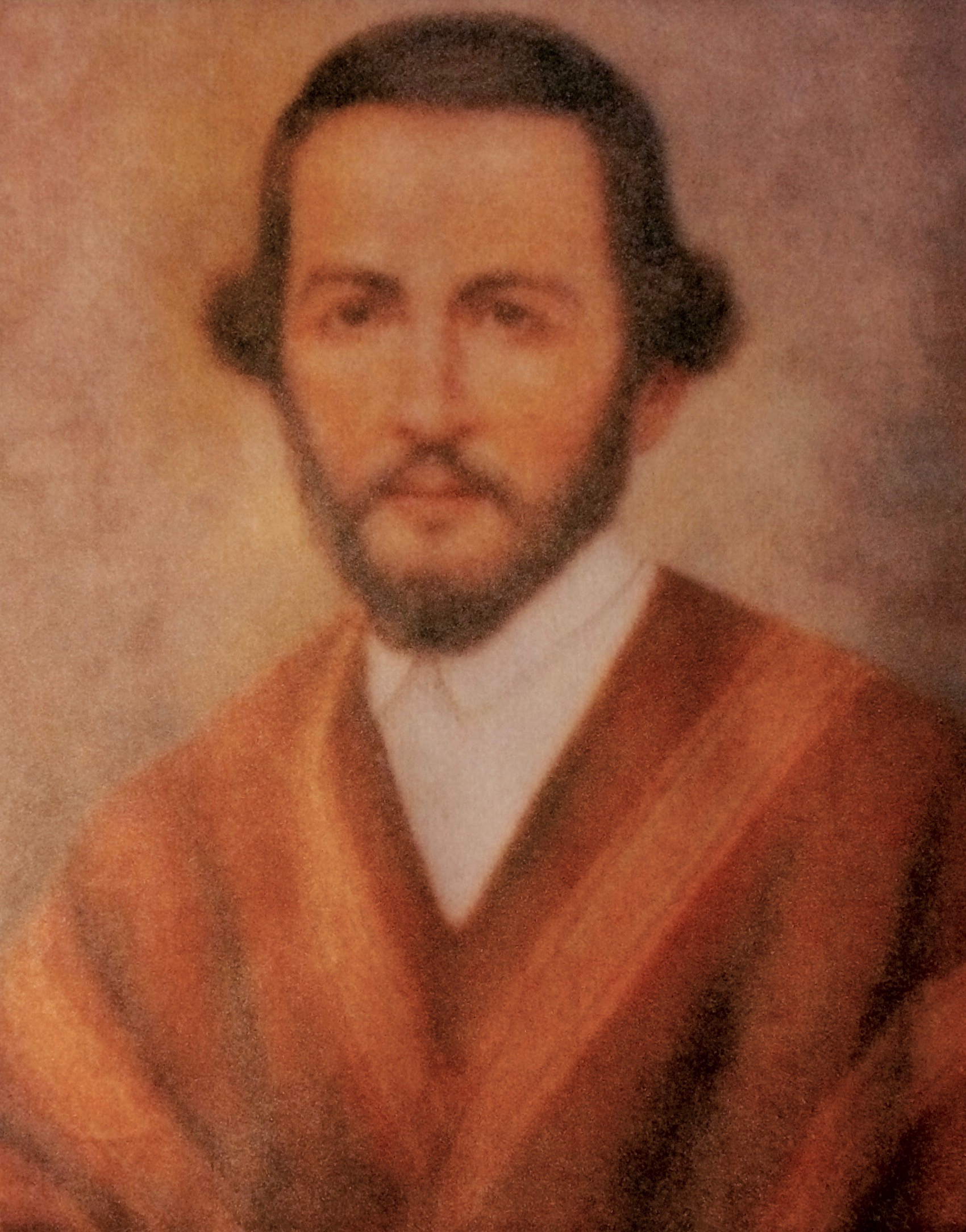
José Joaquín Ruíz y Zapata, fundador de Sonsón.

Contando ya con todos los permisos necesarios, el 16 de marzo los primeros pobladores iniciaron el desmonte de árboles y la limpieza del lugar; el 18 del mismo mes inició la repartición de solares. El 22 de julio, Felipe de Villegas aduce Real Cédula que, según él, impedía que fuera despojado de sus tierras, y el 18 de agosto, el gobernador declaró nulas las intenciones de Villegas. En el mes de julio de 1792,  José Joaquín Ruíz y Zapata visitó por primera vez el naciente poblado, y el 10 de octubre, ante la renuncia de Matías Arias Bueno como juez poblador, pidió ser nombrado en el cargo; la respuesta del gobernador se dio el día 16 del mismo mes, aceptando la dimisión de Arias Bueno y nombrando a Ruíz y Zapata en el cargo. En 1793, el nuevo juez redactó una carta a José Antonio de Villegas y Londoño, con la intención de comprar los latifundios para la fundación. La familia Villegas no se pronunció, y el 13 de mayo de ese mismo año, Ruiz y Zapata se dirigió al gobernador enterándolo de los tropiezos que estaban provocando los terratenientes.  

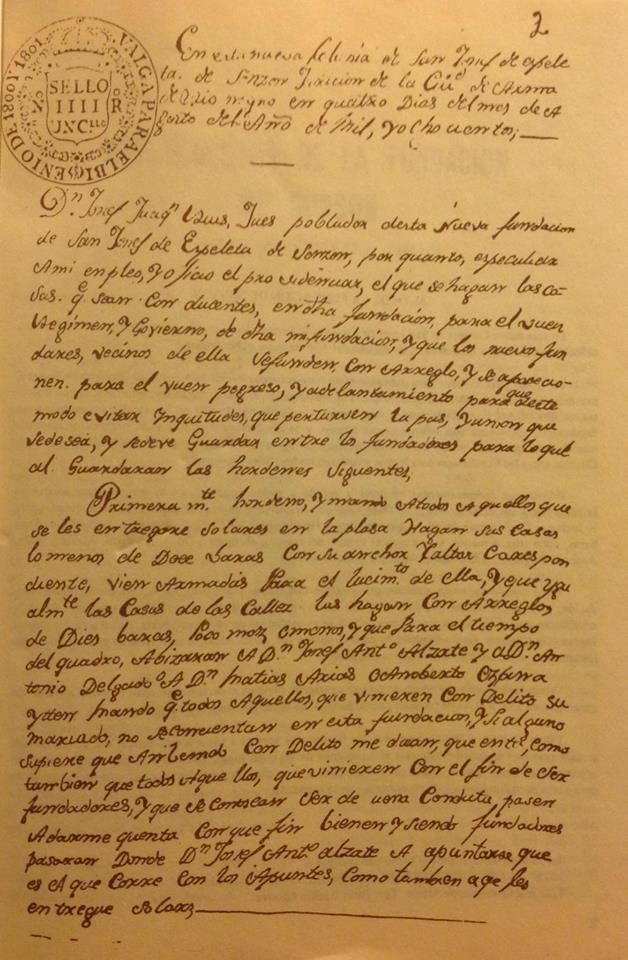
Acta de fundación de Sonsón.

Tiempo después, en enero de 1795, se produjo el nombramiento de José Antonio de Alzate como ayudante del juez poblador. En septiembre de ese año, los pobladores solicitaron al gobierno que se les nombrara cura.
En 1797, la discordia sembrada entre algunos habitantes, las precarias condiciones del poblado y su mala ubicación, condujeron a su disolución. Los habitantes se repartieron entre quienes volvieron a sus ciudades de origen, y otros que se marcharon a trabajar en labores de minería y ganadería cerca de lo que hoy es Abejorral. A finales de 1798, los señores Alejandro Ocampo y Basilio Aguirre descubrieron una mina de oro cerca al lugar que hoy ocupa la ciudad; después de algunas semanas de permanencia en ella, viajaron a Rionegro para informar al juez poblador sobre el hallazgo de un sitio apropiado para el establecimiento de la colonia.
Finalizando 1799, Ruíz y Zapata confió a su hermano José Pablo María, y a Fernando Arias Bueno la misión de conformar un grupo de los pobladores originales de la ya extinta población, para que se asentaran en el sitio indicado por Ocampo y Aguirre. Según parece, este grupo acampó en inmediaciones del actual cementerio municipal, y prontamente iniciaron algunos cultivos.

### Fundación
El 26 de julio de 1800, Llegó José Joaquín Ruíz y Zapata al lugar donde se habían establecido provisionalmente los exploradores. El 4 de agosto de ese año, el Juez Poblador repartió solares, trazó el poblado y declaró fundada a San José de Ezpeleta de Sonsón.

### sigloXIX
Durante el transcurso del siglo XIX, dada su ubicación estratégica entre Antioquia y el viejo Caldas, Sonsón se convirtió en el centro de la colonización hacia el sur del país, (específicamente de Caldas, Quindío, Risaralda y el norte del Valle del Cauca) y en un centro comercial y financiero destacado en la región antioqueña, hasta el punto de convertirse por años en el segundo municipio en importancia política y comercial del departamento después de Medellín, la capital.[cita requerida]

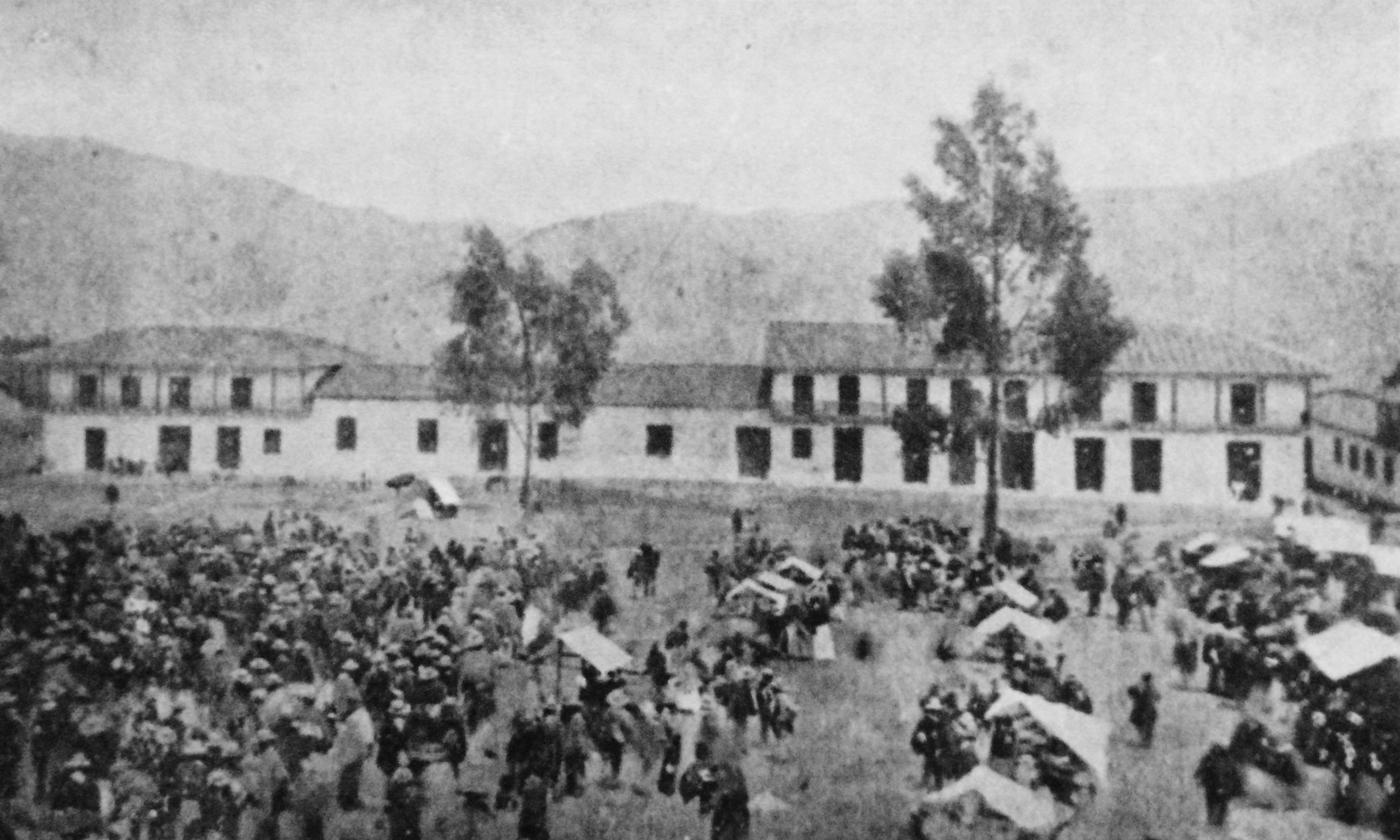
Costado oriental de la Plaza de Ruíz en 1872.

En 1814 partieron de la población 47 voluntarios a engrosar las huestes libertadoras, situación que se repitió en 1819, ya con gran parte de los jóvenes nacidos en Sonsón.
En 1825 se inauguró el primer colegio de varones, y en 1837 el primer colegio para señoritas. Ese año funcionaban en el municipio 14 escuelas rurales. En 1860 empezó a surgir en tierras de Sonsón una nueva población, que con el nombre de Pensilvania llegó a ser distrito en 1871.
Entre 1862 y 1863, se inició una severa persecución al clero. Gregorio Gutiérrez González y su cuñado, Pbro. Restrepo Isaza se asentaron en tierras de la actual Argelia. Allí el poeta Gutiérrez escribió parte de sus Memorias sobre el cultivo del Maíz. Ese mismo año, Gutiérrez González planeó en su casa de la plaza de Ruíz y Zapata el golpe militar que llevó a la presidencia del Estado de Antioquia a Pedro Justo Berrío.
En 1872 se inauguraron la Iglesia del Carmen (entonces capilla), y el hospital de San Juan de Dios, y en 1875 se puso en funcionamiento el servicio telegráfico.
En 1883 se inauguró el Santuario de Nuestra Señora de Valvanera. Nuevamente, en 1884 surgió un nuevo poblado en tierras de Sonsón, que con el nombre de Samaná, fue luego municipio de Caldas.
En 1889 se dio inicio a la construcción del templo parroquial en granito, con planos de Mariano Sanz de Santamaría.
En 1893 inició la ininterrumpida prensa provincial de Sonsón, con la llegada de la primera imprenta; al año siguiente un grupo de empresarios encabezados por Lorenzo Jaramillo Londoño, fundó el Banco de Sonsón.

### sigloXX
En 1900, mediante acuerdo n.º 28 del Concejo Municipal, se celebró el primer centenario de la fundación de la ciudad.
En 1903 se fundó la Sociedad de Artesanos; Primer sindicato legal de la Nación.
El 5 de agosto de 1908, el General Rafael Reyes creó el departamento de Sonsón cuya capital fue la ciudad homónima, esta condición se ostentó hasta 1910, ya que el presidente Reyes fue depuesto y sus reformas se revocaron.
En 1914 se fundó la Sociedad de Mejoras Públicas; ese mismo año se pone en funcionamiento el servicio eléctrico de la ciudad y se inició la adecuación del Jardín etnobotánico El Lago.
En 1918 se fundó el periódico La Acción de circulación mensual.
En 1923 se inauguró el Teatro Municipal de Sonsón; un año después un grupo de ciudadanos crearon el Club Aventino y la Cruz Roja municipal; ambas instituciones continúan activas.
En 1940, y como primer intento de descentralización de la Universidad Pontificia Bolivariana, se fundó en la ciudad el Liceo Católico Bolivariano, bajo la dirección del padre Andrés Sanín Echeverri con 355 alumnos; funcionó por espacio de un año. Esta iniciativa surgió del fundador de la universidad y antiguo párroco de Sonsón, Mons. Tiberio de J. Salazar y Herrera.
En 1956, se fundó el primer museo de la ciudad, que expone la vida costumbrista del siglo XIX, llamado Casa de los Abuelos.
En 1957 el papa Pío XII, en su Bula In Apostolici Muneris otorgó a la Iglesia de N.S. de Chiquinquirá los Honores Catedralicios y fundó la Diócesis de Sonsón, que posteriormente fue conocida como Diócesis de Sonsón Rionegro.
El 30 de julio de 1962, un fuerte sismo afectó la infraestructura del municipio, varios edificios como el Teatro Municipal y la Capilla de Jesús Nazareno quedaron destruidos; la Catedral de Nuestra señora de Chiquinquirá, se vio gravemente afectada desplomándose considerablemente. Después de diversos estudios realizados por un grupo de especialistas, se llegó a la conclusión de que era necesario demoler lo restante del edificio y su demolición constituyó la primera implosión de un edificio realizada en país.
Con el propósito de construir un nuevo templo, se constituyó la Fundación pro-reconstrucción de Sonsón, cuyo uno de sus promotores fue el periodista, literato y comerciante Néstor Botero Goldsworthy.

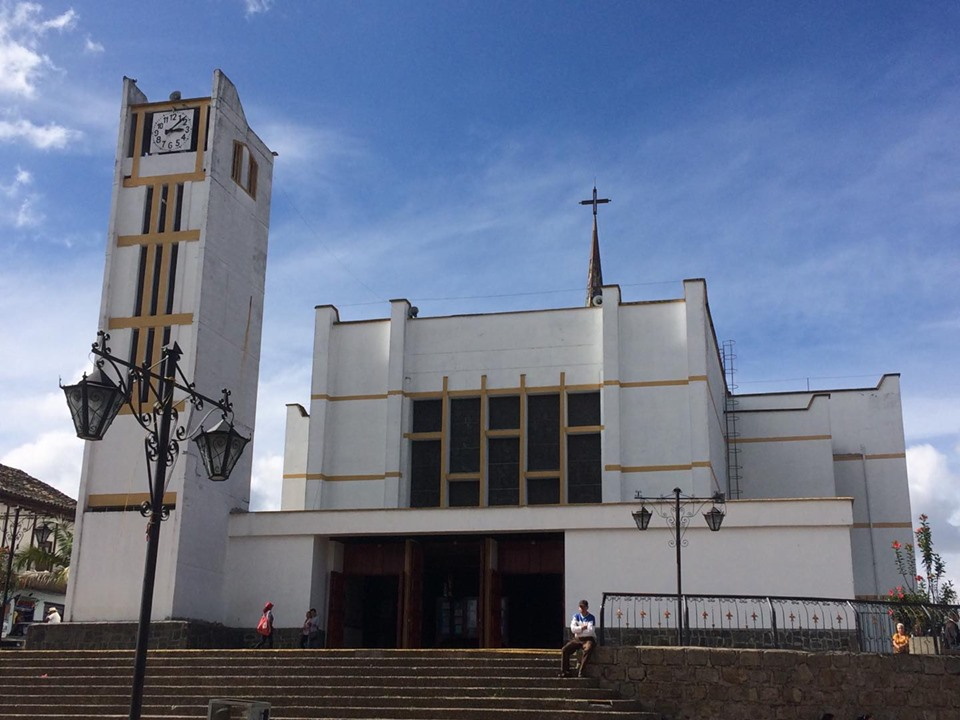
Catedral de Sonsón, sede de la diócesis de Sonsón-Rionegro.

En 1963 se inauguró el Teatro Itaré y la Casa consistorial, esta última había sido destruida por un incendio criminal en 1957. En 1964 se inició la construcción de la actual catedral, participando con su propuesta, entre otros, el destacado arquitecto Nel Rodríguez Hauesler.
En 1970 se creó el Centro de Historia de San José de Ezpeleta de Sonsón, y al año siguiente se inauguró el primer hotel de turismo, propiedad de la Sociedad de Mejoras Públicas, así como el Museo de Arte Religioso de Sonsón.
En 1997 se consagró canónicamente la nueva Catedral, y en 1998 se fundó el primer canal de T.V. de la ciudad, llamado TeleItaré.

### sigloXXI
El 4 de agosto de 2000, con múltiples eventos y celebraciones, Sonsón conmemoró 200 años de fundación.
En el año 2006 se inició la remodelación de la plaza de Ruíz y Zapata, seguida en 2011 por la Plazuela de Henao.
En 2005 se puso en servicio el Centro de Convivencia Ciudadana; luego, en 2006 inició labores la sede Sonsón de la Universidad de Antioquia.
Un año después, en 2007, se inició la construcción de la Ciudadela Educativa y Cultural en el Jardín Etnobotánico El Lago, inaugurada en 2010.
En 2008, tras la incapacidad del municipio de mantener la estación de televisión de la ciudad, llamada TeleItaré, la empresa privada fundó el canal Sonsón TV. ese mismo año el entonces Gobernador de Antioquia. Luis Alfredo Ramos anunció la construcción de una moderna sede para el hospital del municipio, seleccionándose para su emplazamiento un predio aledaño a El Lago. La obra fue inaugurada en diciembre de 2011.
El 4 de agosto de 2012 abrió sus puertas el museo Pablo Jaramillo y posteriormente la Sala Homenaje a la Prensa Sonsoneña.
En 2015 se puso en funcionamiento la nueva Planta de Beneficio Animal Regional en la vereda Río Arriba. Un año después, se inauguró el museo Fiesta del Maíz, patrimonio inmaterial en la sede del antiguo Colegio de Sonsón, o Casa Gregorio Gutiérrez Gonzaléz.

## División político-administrativa
La Cabecera municipal de Sonsón se encuentra ubicada a 2475 m s. n. m..

### Corregimientos
Sonsón tiene bajo su jurisdicción varios centros poblados, que en conjunto con otras veredas, constituye los siguientes corregimientos:
zona Paramos
- Alto de Sabanas
- Los Medios
- Los Potreros
- Río Verde de los Henaos
- Río Verde de los Montes

zona Magdalena Medio
- La Danta
- Jerusalén
- San Miguel
- La Linda

## Gobierno

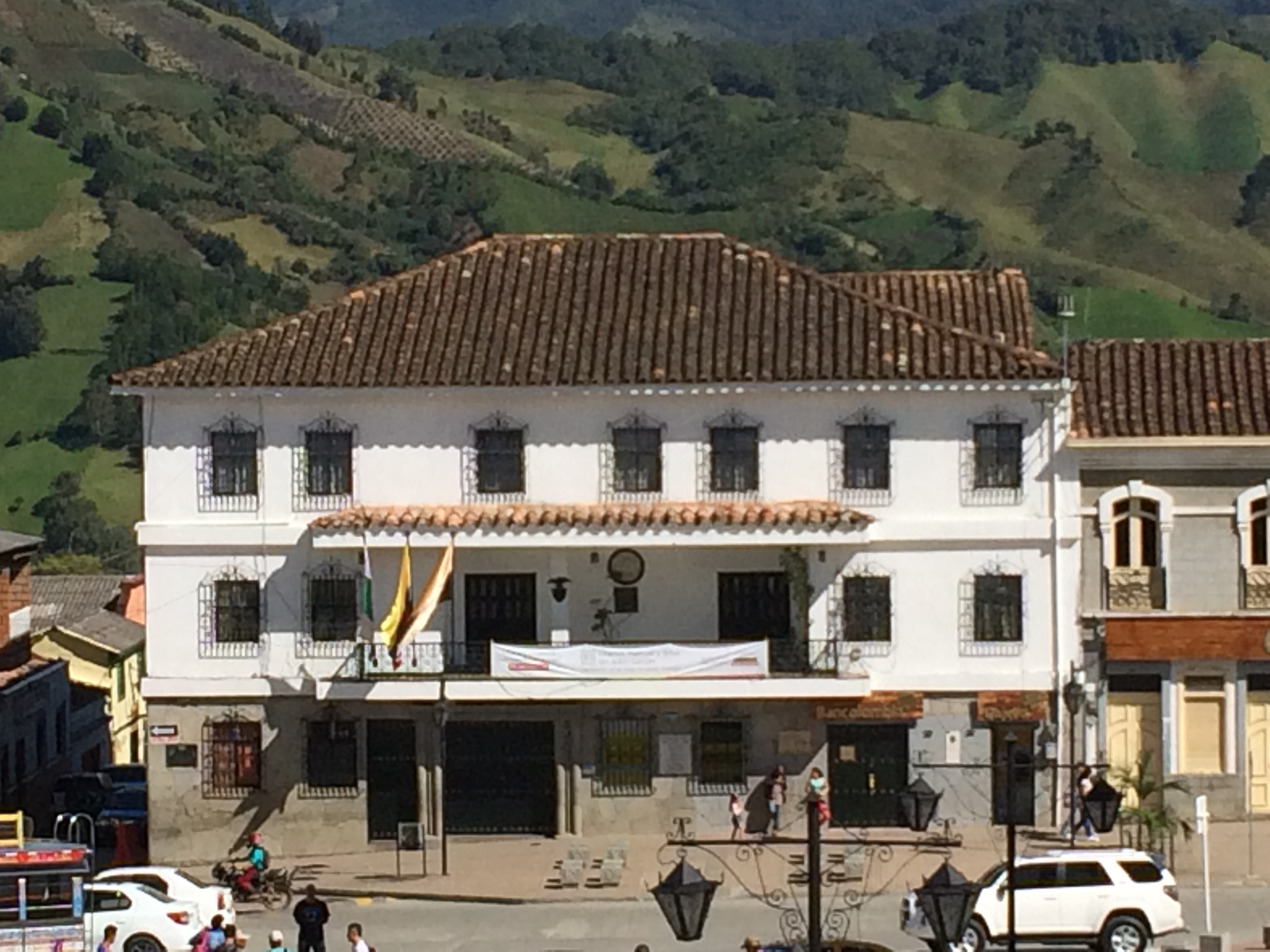
La Casa consistorial de Sonsón es la sede de la administración municipal.

### Gobierno municipal
A partir de la descentralización del gobierno iniciada con la Constitución de 1991, y como los demás municipios del país, la administración municipal de Sonsón se compone de Alcalde, quien actúa como representante legal, y del Concejo Municipal, órgano corporativo en el que se gestionan y administran las iniciativas y recursos destinados al desarrollo de los múltiples proyectos de interés de la jurisdicción. Ambos cargos son elegidos mediante el sistema de voto directo, de carácter popular, y tienen una duración de 4 años. 

## Símbolos

### Escudo
La idea de un escudo para la ciudad surgió en el año de 1924. El 11 de noviembre de 1930 la Sociedad de Mejoras Públicas aprobó una proposición, para solicitar al Concejo Municipal la creación de un concurso público para premiar el mejor proyecto de escudo. La leyenda del emblema que fue aprobado en esa oportunidad rezaba Mañana empieza la lucha. Esta leyenda fue duramente criticada hasta obtener su supresión. En 1956, se celebró un cabildo abierto para debatir el cambio del escudo; en la que el médico Alfredo Correa Henao propuso un diseño suyo. En las sesiones del concejo del mes de agosto de ese año se adoptó el proyecto presentado por Correa Henao, que conserva la ciudad hasta hoy.

### Bandera
En el mes de julio de 1948, el escultor Rómulo Carvajal Quintero, propuso a la Sociedad de Mejoras Públicas la adopción de una bandera para Sonsón a propósito de la celebración de la Fiesta del Maíz. Encomendándosele a él la tarea, Carvajal realizó las consultas pertinentes y presentó el proyecto que desde ese año hasta la fecha, y con las siguientes características, es la bandera de la ciudad.
Dos franjas verticales de igual tamaño, una de color gualda (amarillo dorado) y la otra verdinegro, que simbolizan lo siguiente:
- El gualda o amarillo dorado en la parte superior, como símbolo ancestral de la riqueza aborigen de Sonsón, el patrimonio minero y a la vez como expresión del cultivo del maíz, una de las principales fuentes agrícolas del lugar.

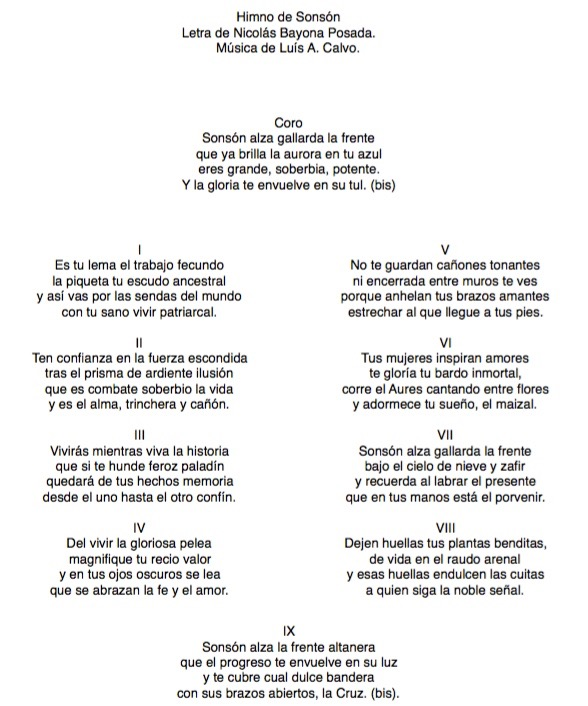
Letra del himno de Sonsón.

- El verdinegro o verde oscuro en la parte inferior acorde con el color verde símbolo de Antioquia, simboliza la hidalguía de las gentes sonsoneñas, así como la prolongación de sus montañas.[27]

### Himno
En 1925, Sonsón fue sede de los juegos florales nacionales, dirigidos en aquella ocasión por Carlos E. Restrepo (Presidente de la República. 1910-1914). Con motivo de la importante celebración, se nombró un jurado para que escogiera entre varios proyectos el himno que con tal motivo adoptaría Sonsón, saliendo victoriosa la propuesta del escritor y poeta Nicolás Bayona Posada. (Bogotá, 1899- México, 1963) con arreglos musicales de Luis A. Calvo (Gámbita, 1884-Agua de Dios, 1945).
La bandera y el Himno fueron adoptados oficialmente por el Concejo Municipal de Sonsón, mediante acuerdo n.º 012, del 23 de mayo de 1997.

## Geografía

### Localización
El municipio de Sonsón está enclavada en la cordillera central de los Andes colombianos; sin embargo, dada su extensión de 1323 km², su geografía abarca todos los pisos térmicos, llegando a la región del Magdalena Medio por el este y a la ribera del río Cauca por el oeste.

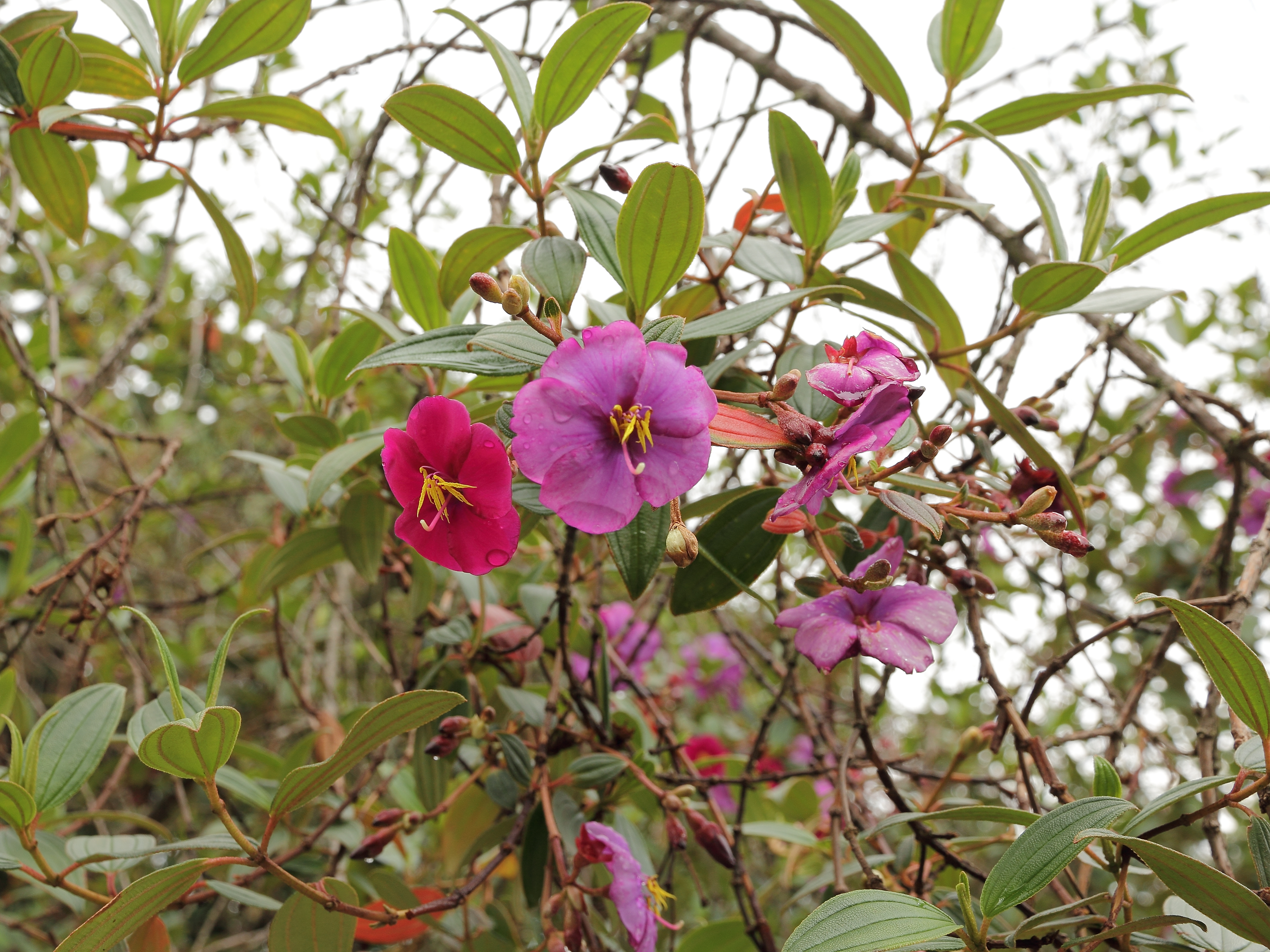
El Siete cueros (Tibouchina Lepidota) es el árbol insignia de Sonsón.

| Noroeste: El Carmen de Viboral                       | Norte: Cocorná y San Francisco | Nordeste: Puerto Triunfo                                         |
| Oeste: Abejorral (Río Aures)                         |                                | Este: Puerto Boyacá ( Boyacá) (Río Magdalena)                    |
| Suroeste: Aguadas y Pensilvania ( Caldas) (Río Arma) | Sur: Nariño y Argelia          | Sureste: Samaná, Norcasia y La Dorada ( Caldas) (Río Samaná Sur) |

### Orografía

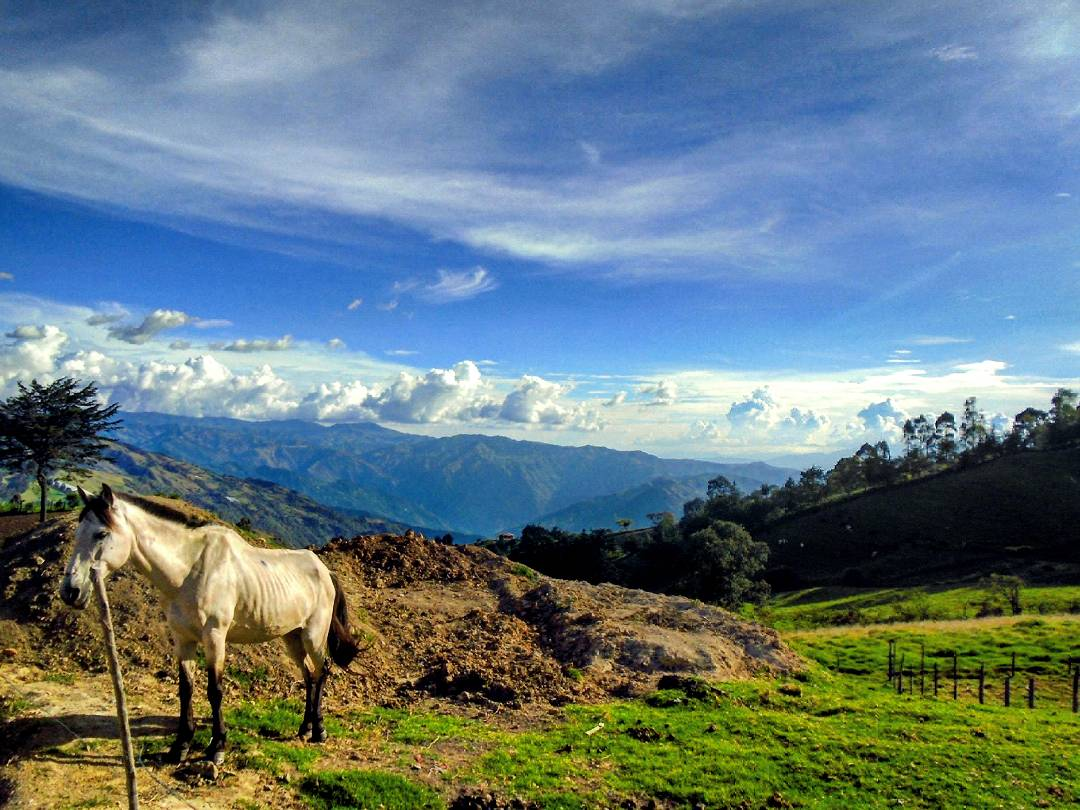
Paisaje rural, al fondo se observa el norte de Caldas.

El municipio posee una enorme riqueza natural, singularizada por la extensa zona de páramo con un biodiverso bosque pluvial.
Los suelos cálidos están localizados en las llanuras del Magdalena Medio, en límites con los departamentos de Boyacá, Caldas y el municipio antioqueño de Puerto Triunfo. Son abundantes en la región el mármol, cítricos, el ganado y la piscicultura.
Los suelos templados se encuentran en la vertiente caucana, en las inmediaciones del río Arma. Cerca se encuentran las principales tierras de producción agrícola del municipio; en ellas se cultiva yuca, aguacate, tomate, frijol, caña de azúcar, fresa, mora y mango. En el vecino Alto de Sabanas crece el higo, uno de los dos principales productos de exportación del municipio. Los Ríoverdes (de los Henaos y de los Montes), de clima similar a las anteriores, están localizadas a unas cuantas horas del páramo de Sonsón; es una zona rica en agricultura, flora y fauna. Por su situación geográfica y difícil acceso, la conservación del entorno natural es excepcional. Sin embargo, las dificultades económicas han originado algunos focos de minería ilegal.
Los suelos fríos pertenecen a la región histórica de los Valles Altos de Sonsón, comprendidos por las veredas vecinas al área urbana del municipio. La principal actividad económica es la agricultura y la ganadería; éstas son también tierras aptas para el cultivo de papa, arveja y maíz.

### Hidrografía
El municipio tiene riveras en dos de los ríos más importantes del país, el Magdalena y el Cauca. Tangencialmente otros ríos que irrigan las tierras sonsoneñas son el San Lorenzo, Samaná Sur, Río Claro, Río Verde de los Henaos y de Los Montes, Aures, Sonsón, Murringo, Arma, Sirgua, Perrillo y Tasajo.
El páramo, es también lugar de nacimiento de los principales afluentes que surten de agua potable la región sur de Antioquia. Como medida de protección de los recursos naturales, el páramo de Sonsón fue reconocido en el Sistema Mundial de Páramos, y, en 2016, delimitado por el Gobierno Nacional.

### Clima
La temperatura promedio del área urbana del municipio de Sonsón es de 13°C, con una humedad aproximada del 60 %. En corregimientos como San Miguel y La Danta el clima supera los 30 °C, mientras que en los corregimientos de Alto de Sabanas y Los Medios es de 22 °C.  Los vientos que llegan al casco urbano provienen en su mayoría del vecino departamento de Caldas. Sonsón goza en términos generales de un aire limpio.
| Tabla climatológica de Sonsón                            | Tabla climatológica de Sonsón | Tabla climatológica de Sonsón | Tabla climatológica de Sonsón | Tabla climatológica de Sonsón | Tabla climatológica de Sonsón | Tabla climatológica de Sonsón | Tabla climatológica de Sonsón | Tabla climatológica de Sonsón | Tabla climatológica de Sonsón | Tabla climatológica de Sonsón | Tabla climatológica de Sonsón | Tabla climatológica de Sonsón |
| Temperatura (°C)                                         | Temperatura (°C)              | Temperatura (°C)              | Temperatura (°C)              | Temperatura (°C)              | Temperatura (°C)              | Temperatura (°C)              | Temperatura (°C)              | Temperatura (°C)              | Temperatura (°C)              | Temperatura (°C)              | Temperatura (°C)              | Temperatura (°C)              |
| Mes                                                      | Ene                           | Feb                           | Mar                           | Abr                           | May                           | Jun                           | Jul                           | Ago                           | Sep                           | Oct                           | Nov                           | Dic                           |
| -------------------------------------------------------- | ----------------------------- | ----------------------------- | ----------------------------- | ----------------------------- | ----------------------------- | ----------------------------- | ----------------------------- | ----------------------------- | ----------------------------- | ----------------------------- | ----------------------------- | ----------------------------- |
| Mínima                                                   | 10,5                          | 10,5                          | 10,9                          | 10,9                          | 11,3                          | 11,1                          | 10,7                          | 10,9                          | 10,5                          | 10,6                          | 10,6                          | 10,5                          |
| Promedio                                                 | 14,1                          | 14,2                          | 14,5                          | 14,3                          | 14,5                          | 14,6                          | 14,4                          | 14,5                          | 14,3                          | 14,0                          | 14,0                          | 14,0                          |
| Máxima                                                   | 17,7                          | 18,0                          | 18,2                          | 17,7                          | 17,8                          | 18,2                          | 18,2                          | 18,1                          | 18,2                          | 17,4                          | 17,5                          | 17,5                          |
| Precipitación, brillo solar y humedad relativa           |                               |                               |                               |                               |                               |                               |                               |                               |                               |                               |                               |                               |
| Precipitación promedio (mm)                              | 100                           | 115                           | 170                           | 230                           | 270                           | 220                           | 160                           | 235                           | 250                           | 255                           | 230                           | 130                           |
| Humedad relativa (%)                                     | 82                            | 83                            | 82                            | 82                            | 83                            | 82                            | 76                            | 78                            | 82                            | 85                            | 86                            | 85                            |
| Brillo Solar (horas/mes)                                 | 150                           | 124                           | 104                           | 124                           | 144                           | 159                           | 194                           | 174                           | 137                           | 132                           | 131                           | 140                           |
| Mediciones proporcionadas por: climate-data.org e IDEAM. |                               |                               |                               |                               |                               |                               |                               |                               |                               |                               |                               |                               |

## Economía

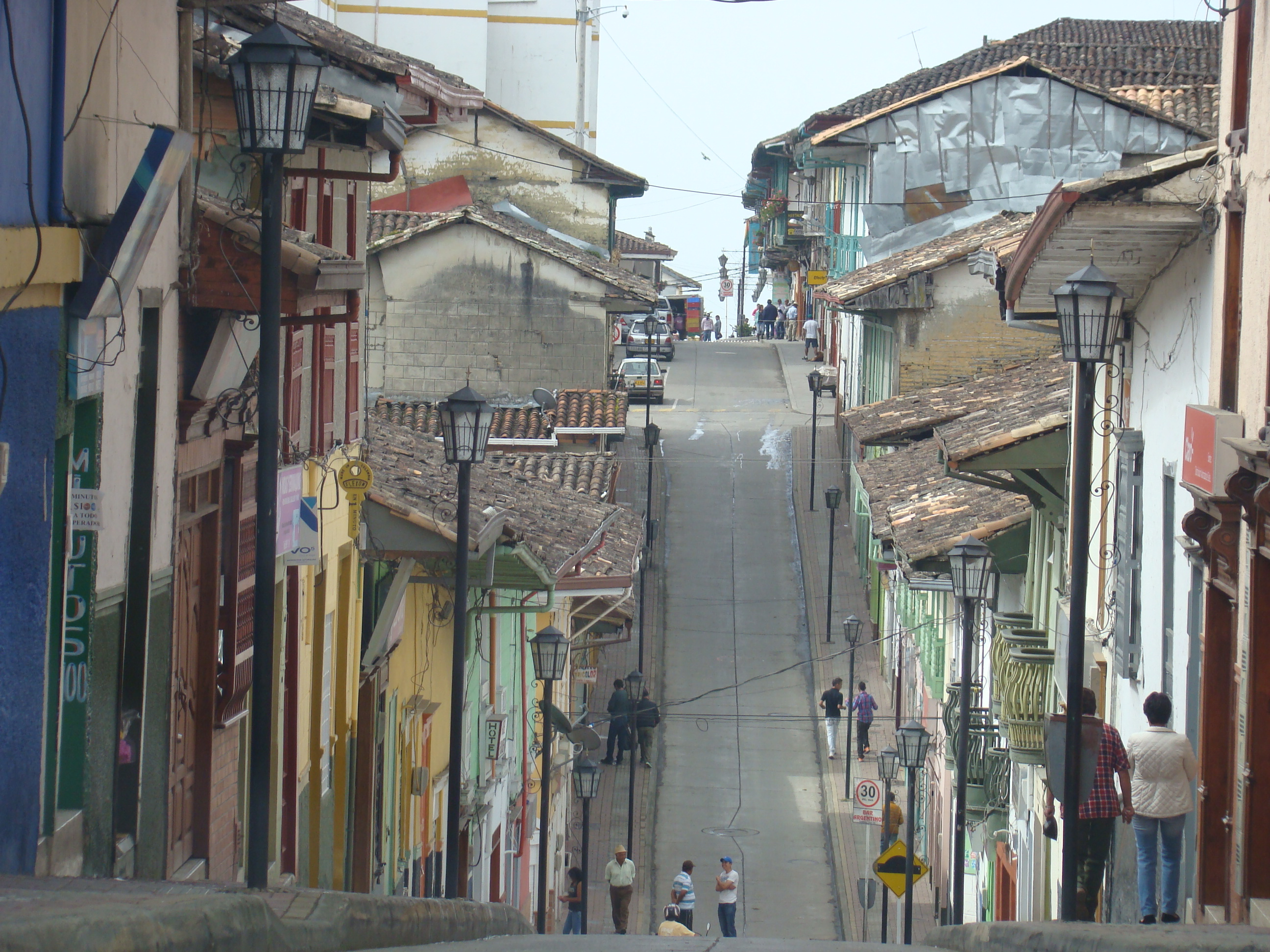
La carrera 7.ª; también conocida como "La Cañada", es un importante eje comercial de la ciudad.

El PIB de Sonsón aportó en 2021 COP$ 820.700.000 a la economía del oriente de Antioquia, constituyéndose en la sexta economía más importante entre los 23 municipios de dicha región, y la primera fuera de la subregión del Altiplano de San Nicolás.

### Recursos naturales
- Agricultura: El programa agrícola se basa principalmente en el aguacate[35] y el higo,[36]  los cuales son productos de exportación.  En las zonas de clima frío se producen verduras, hortalizas diversas, maíz, fríjol y papa. Los cultivos de climas medios y cálidos aportan café[37] (que representa el primer renglón agrícola), tomate chonto, frutales, plátano y caña. Son comunes los bosques maderables de pino y guadua. Existe una gran riqueza en pastos, muchos de ellos mejorados.
- Economía animal: Está basada en la ganadería del bovino. La comunidad cuida la calidad de las razas,[38] y está incursionando en la cría de búfalos y ovejas. En cuanto a piscicultura, se ha impulsado la cría de trucha, tilapia y cachama.
- Minerales: El Magdalena medio es una región rica en piedra caliza, mármol y barro para fabricación de ladrillo y teja, granito y roca para balastrería.[39]

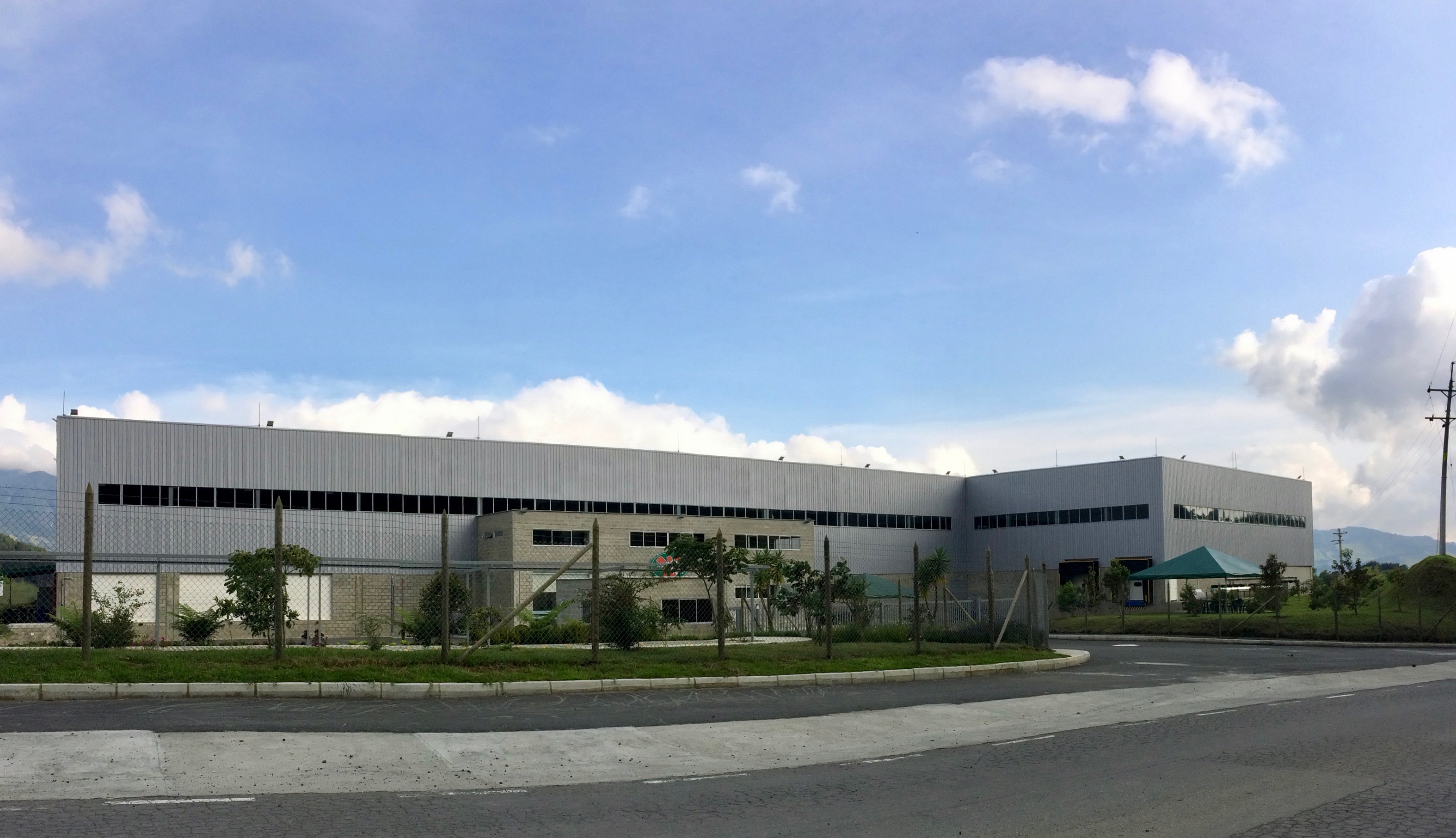
Planta procesadora de aguacate, cerca al área urbana.

### Industria
- Explotación mineral: Sonsón posee, en el Magdalena medio, diversas industrias enfocadas a la explotación de minerales, entre ellas destacan las cementeras.[39]

- Productos locales: En el área urbana hay pequeña industria, dedicada principalmente a la producción de alimentos tradicionales de la región[40] exportación de Aguacate, Hortensias e Higo, producto por el cual Sonsón es reconocido internacionalmente.[41]

- Turismo: Sonsón posee una variada infraestructura hotelera y museológica. Existen allí diferentes operadores turísticos locales, que ofrecen excursiones culturales o ecológicas,[42] así como paquetes de viajes.
- Comercio: Aparte de las tradicionales tiendas de abarrotes, el municipio cuenta con Plaza de Mercado, Feria de Ganado, Centro de Reciclaje, Planta de Beneficio con capacidad para abastecer gran parte del Oriente antioqueño; dos avenidas comerciales (Carreras 6.ª y 7.ª), gran cantidad de tiendas de vestuario, etc.
- Metalistería: Sonsón tiene una extensa tradición en el campo de la metalistería, en este sentido existen varios talleres con capacidad de desarrollar proyectos de pequeña y mediana envergadura en acero, hierro y acero inoxidable.

## Urbanismo
El centro histórico

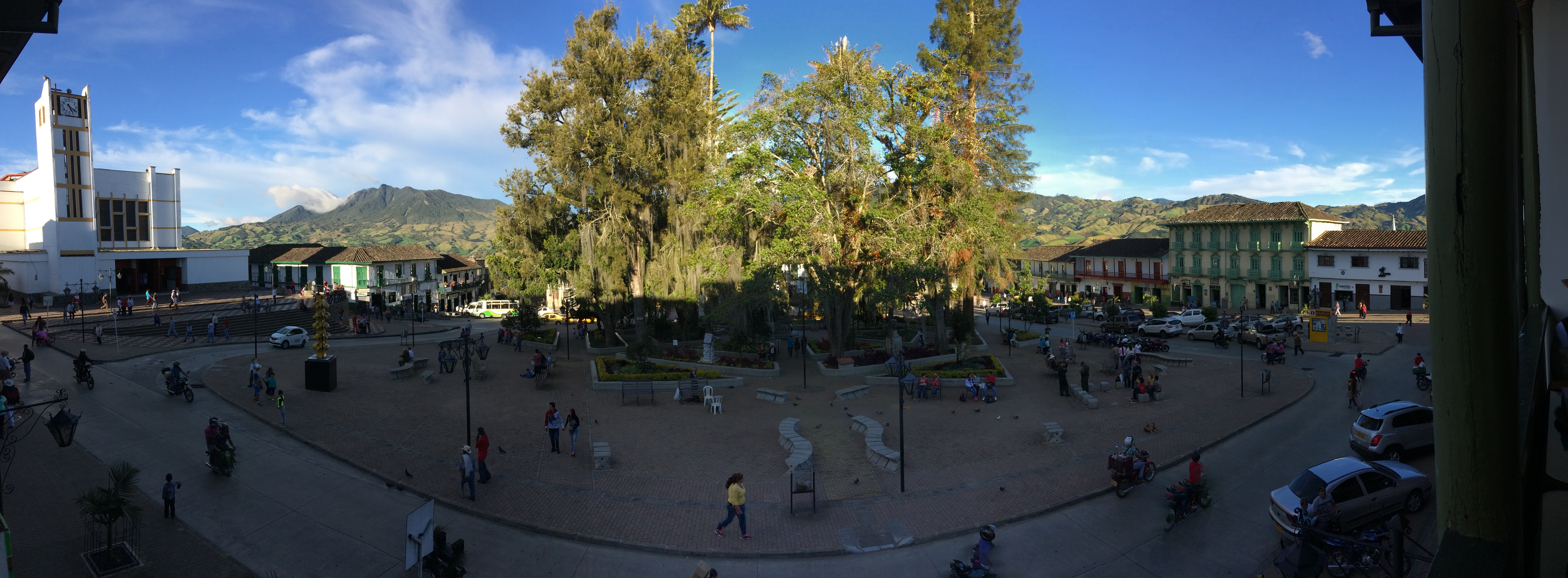
Panorámica de la Plaza de Ruiz y Zapata.

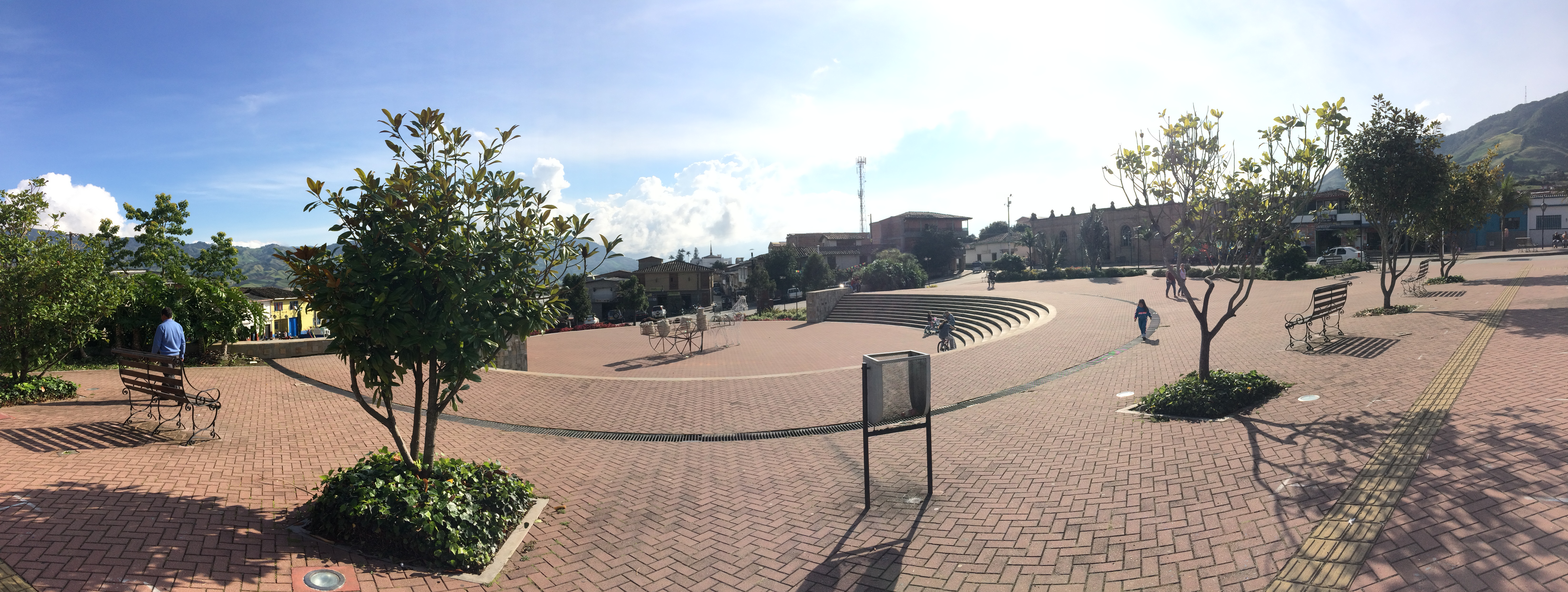
Plazuela de Henao.

El sector más antiguo de la ciudad, comprendido por el Parque Principal y algunas manzanas aledañas, mantiene las tipologías de vivienda tradicionales de la región paisa, caracterizadas por sistemas constructivos en tapia y bahareque, ventanales y puertas confeccionadas en madera por ebanistas locales en el siglo XIX y comienzos del XX. La Catedral, ubicada en el costado nor-oriental del Parque Principal, constituye una de las mayores desventajas del conjunto, ya que la actual, de estilo moderno, no armoniza con su entorno. Cerca al parque principal, el Parque Gutiérrez González conserva en su costado sur, una parte del primer claustro médico de la ciudad, construido en el siglo XIX; a su lado, el Santuario Diocesano de la Valvanera, el templo más antiguo en pie; y al norte, el Centro de Bienestar del Anciano "San Antonio", que guarda las características de la arquitectura republicana. Del mismo modo que la gran mayoría de la superficie urbana, el centro histórico consta de un riguroso trazado ortogonal y reticulado; que evidencia, sumado a otras características, la influencia de las Leyes de Indias en el proceso de fundación y desarrollo de la ciudad. En 2012, el Municipio de Sonsón inició el proceso de caracterización y protección del centro histórico y su área de influencia, a través de la figura del Plan Especial de Manejo y Protección, adoptado por el Concejo Municipal el 23 de febrero de 2017. Dicha estrategia facilita su reconocimiento, preservación y explotación turística.
Barrios periféricos
Los desarrollos urbanos iniciados en la década de 1970 hasta el presente, sobre todo al norte de la ciudad, han interrumpido el trazado original. Los sectores periféricos mezclan construcciones antiguas y modernas; que, sin embargo, por sus características no reúnen valores artísticos, culturales o patrimoniales relevantes. No obstante, son destacables algunos equipamientos como el Jardín Etnobotánico El Lago, el Hospital San Juan de Dios y la Ciudadela Educativa y Cultural; y los vecinos Liceo Braulio Mejía y Estadio Mons. Héctor Urrea Hernández; ubicados en el barrio Buenos Aires. Al sur, en la vía que comunica con el municipio de Aguadas, cabe mencionar el Parque Cementerio San José y el Puente de Santa Mónica, por el cual partieron los pioneros colonizadores del sur de la región paisa.

## Demografía
Para el año 2018, el municipio contaba con 36.321 habitantes; de los cuales 17.169 vivían en la zona urbana y 19.152 en el área rural. En el Censo Nacional realizado por el DANE en el año 2005, se concluyó que la población de Sonsón estaba mayormente conformada por mestizos y blancos, y en menor medida por afrocolombianos o afrodescendientes. Asimismo, el censo encontró una tasa de alfabetismo alta, del 84.3%. En la zona urbana, el 89.9% de las personas se han educado en un centro formal, mientras que en la zona rural lo han hecho el 80.2% de los habitantes.
| Demografía                                            | Demografía | Demografía | Demografía | Demografía |
| ----------------------------------------------------- | ---------- | ---------- | ---------- | ---------- |
| Género                                                | Género     |            | Porcentaje | Porcentaje |
| Hombres.                                              | Hombres.   |            | 49.80 %    | 49.80 %    |
| Mujeres.                                              | Mujeres.   |            | 50.20 %    | 50.20 %    |
| Fuente: Departamento Nacional de Estadísticas (2005). |            |            |            |            |

| \| Tasa de alfabetismo \| Tasa de alfabetismo \| Tasa de alfabetismo \| Tasa de alfabetismo \| Tasa de alfabetismo \| \| ----------------------------------------------------- \| ------------------- \| ------------------- \| ------------------- \| ------------------- \| \| Sector \| Sector \| \| Porcentaje \| Porcentaje \| \| Municipal. \| Municipal. \| \| 84.30 % \| 84.30 % \| \| Urbano. \| Urbano. \| \| 89.90 % \| 89.90 % \| \| Rural. \| Rural. \| \| 80.20 % \| 80.20 % \| \| Fuente: Departamento Nacional de Estadísticas (2005). \| \| \| \| \| |            |  |            |            |
| Tasa de alfabetismo |            |  |            |            |
| Sector | Sector     |  | Porcentaje | Porcentaje |
| Municipal. | Municipal. |  | 84.30 %    | 84.30 %    |
| Urbano. | Urbano.    |  | 89.90 %    | 89.90 %    |
| Rural. | Rural.     |  | 80.20 %    | 80.20 %    |
| Fuente: Departamento Nacional de Estadísticas (2005). |            |  |            |            |

| Tasa de alfabetismo                                   | Tasa de alfabetismo | Tasa de alfabetismo | Tasa de alfabetismo | Tasa de alfabetismo |
| ----------------------------------------------------- | ------------------- | ------------------- | ------------------- | ------------------- |
| Sector                                                | Sector              |                     | Porcentaje          | Porcentaje          |
| Municipal.                                            | Municipal.          |                     | 84.30 %             | 84.30 %             |
| Urbano.                                               | Urbano.             |                     | 89.90 %             | 89.90 %             |
| Rural.                                                | Rural.              |                     | 80.20 %             | 80.20 %             |
| Fuente: Departamento Nacional de Estadísticas (2005). |                     |                     |                     |                     |

| Etnografía                                            | Etnografía                                 | Etnografía | Etnografía | Etnografía |
| ----------------------------------------------------- | ------------------------------------------ | ---------- | ---------- | ---------- |
| Etnia                                                 | Etnia                                      |            | Porcentaje | Porcentaje |
| Mestizos y Blancos.                                   | Mestizos y Blancos.                        |            | 98.80 %    | 98.80 %    |
| Afrocolombiano, Raizal o Afrodescendiente.            | Afrocolombiano, Raizal o Afrodescendiente. |            | 1.20 %     | 1.20 %     |
| Indígenas.                                            | Indígenas.                                 |            | 0.00 %     | 0.00 %     |
| Rom.                                                  | Rom.                                       |            | 0.00 %     | 0.00 %     |
| Fuente: Departamento Nacional de Estadísticas (2005). |                                            |            |            |            |

| Gráfica de evolución demográfica de Sonsón entre 1800 y 2018                                  |
|                                                                                               |
| Fuente de "Sonsón". Zapata Cuéncar, Heriberto (1980) Ed. Centro de Historia de Sonsón; y DANE |

## Orden público
Como la mayoría del territorio colombiano, Sonsón padeció los efectos del conflicto armado que desde los años 50 del siglo pasado ha afrontado la nación. Situaciones como el desplazamiento forzado, la desaparición, el secuestro, la extorsión y el asesinato fueron un flagelo en el territorio municipal, especialmente en la extensa zona rural que este posee.

### Casco urbano
En la zona urbana del municipio, dada su corta extensión que ha tenido ligeras variaciones desde la década de 1930, la seguridad ha sido abordada con relativa facilidad; los mayores problemas de orden público los generan factores como el incumplimiento de los horarios en los establecimientos nocturnos, el ingreso de menores de edad a estos sitios, el expendio y consumo de sustancias psicoactivas, y el hurto menor, índice que suele repuntar en épocas de grandes concentraciones como las Fiestas del Maíz.
La Policía Nacional atiende la seguridad del área urbana mediante el modelo nacional de vigilancia por cuadrantes. La ciudad es capital del Distrito de Policía n.º 13 (que comprende también los municipios de La Unión, Nariño y Argelia), cuenta también con estación de policía, cárcel y Base Militar (Batallón de Caballería Mecanizado #4, Juan del Corral).

### Zona rural
La extensa zona rural del municipio, que cuenta con áreas apartadas y de difícil acceso, padeció por muchos años el abandono del estado; esta situación favoreció la ocupación del territorio por parte de grupos al margen de la ley, que trajeron consigo todas las problemáticas propias del conflicto que ha padecido el resto del país. El Gobierno Nacional inició en 2016 la reparación de las víctimas sonsoneñas de la violencia terrorista, y gracias al mejoramiento de vías, y el regreso de la fuerza pública a las zonas rurales, la percepción de seguridad ha crecido exponencialmente.

## Vías y transporte
El municipio se comunica por carretera pavimentada con la Unión, Nariño y Argelia; y no pavimentadas con Abejorral y Aguadas (Caldas). 
Antiguamente, por el municipio pasaba la Ruta Nacional 56: Medellín - Sonsón - La Dorada - Bogotá, en la cual todavía se mantiene el recorrido en bus escalera hasta la ciudad de La Dorada. Los corregimientos La Danta, San Miguel y Jerusalén, solo poseen acceso por carretera a través de la autopista Medellín - Bogotá.
En Sonsón existen dos empresas de transporte, la Sociedad Transportadora Sonsón - Dorada (Sotransoda) y la Línea Sonsón - Argelia (SONAR), ambas con servicio de buses, microbuses y taxis, con servicio íntermunicipal. Atienden especialmente la ruta Sonsón-Medellín. 
Los principales medios de transporte público urbano son ofertados por el servicio de taxis de la Cooperativa de Transportadores de Sonsón, Cootrason, y los mototaxis, agrupados en la empresa Sosilletrans.

### Distancias
| Ciudades  | Distancia (km) |
| --------- | -------------- |
| Argelia   | 33.2 km        |
| Nariño    | 34.4 km        |
| Aguadas   | 37.9 km        |
| Abejorral | 47.7 km        |
| La Unión  | 53.9 km        |
| La Ceja   | 68.6 km        |
| Rionegro  | 83.6 km        |
| Manizales | 194.4 km       |
| Medellín  | 112 km         |
| Bogotá    | 348 km         |

## Educación y servicios

### Educación básica
La ciudad cuenta con seis colegios oficiales, las Instituciones Educativas Liceo Braulio Mejía, I.E. Rosa María Henao Pavas, I.E La Danta (en el corregimiento homónimo), Instituto Técnico Industrial Antonio Álvarez Restrepo, Instituto Técnico agropecuario y en salud de Sonsón, y Escuela Normal Superior Pbro. José Gómez Isaza; que ofrecen educación en todos los niveles (preescolar, primaria, secundaria y media técnica). Cada colegio ofrece una especialidad media técnica enfocada a proporcionar una primera capacitación profesional a los estudiantes.

### Educación superior
En el campo de la formación técnica, Sonsón posee una amplia sede del Servicio Nacional de Aprendizaje- SENA; ofertan también en la ciudad instituciones como el Tecnológico de Antioquia, y el Instituto Superior de Educación Rural- ISER Plamplona.
Desde el año 2006 funciona en el Centro Recreativo La Pinera, la sede regional de la Universidad de Antioquia.

### Sanidad
En la ciudad hay un hospital, el San Juan de Dios, ubicado al norte del núcleo urbano, en la vía hacia Medellín, el Centro Social "Julio César Pérez Cardona" que complementa sus servicios y dos Instituciones Promotoras de Salud. Algunas E.P.S también tienen oficinas en el municipio.

### Servicios públicos
Los servicios de acueducto y alcantarillado están a cargo de la empresa Aguas del páramo de Sonsón, S.A.S. E.S.P; entidad descentralizada de carácter municipal. La electricidad es ofertada por el grupo EPM. Asimismo, diferentes empresas ofrecen los servicios de internet, tanto para el área urbana como rural del municipio.

### Servicios sociales
Sonsón cuenta con el Comité Humanitario Lía Giraldo Jaramillo, que dispensa medicamentos gratuitamente; la Sociedad San Vicente de Paúl, que alquila viviendas a familias de escasos recursos; un comedor público de la diócesis de Sonsón- Rionegro, llamado Centro Pan y Vida Fray Melquíades, dos Hogares juveniles campesinos dirigidos por comunidades religiosas, una institución encargada de ayudar a madres primerizas y gestantes, la Casa Taller para la mujer y el niño, un fondo educativo privado para ciudadanos de Sonsón, el Fondo Inés de Toro; y un asilo de ancianos, el C.B.A. San Antonio.

### Instituciones cívicas
La Sociedad de Mejoras Públicas (S.M.P.) es la institución de mayor trayectoria, teniendo en su haber otrora incontables obras de urbanismo y arquitectura al servicio de la ciudad y El Centro de Historia San José de Ezpeleta de Sonsón, desde su fundación en 1970, apoya la actividad artística y literaria.

### Escenarios culturales
La ciudad cuenta con un teatro, el Itaré; y tres auditorios, el del Centro de Convivencia Ciudadana (dependencia de la Administración Municipal), el Gabriel Isaza Botero de la Universidad de Antioquia y el de la Casa de la Cultura "Roberto Jaramillo Arango". La realización de bailes, conciertos y eventos afines suelen realizarse en El Convite, salón de eventos propiedad de la S.M.P.
Otros centros culturales destacables, son la Casa de la Música, la Casa de la Cultura Roberto Jaramillo Arango y el taller del Museo Pablo Jaramillo, que ofrece cursos de cerámica gratuitamente.

### Medios de comunicación
Sonsón, desde el siglo XIX ha sido sede de la prensa provincial del sur de Antioquia, en la ciudad se redactan dos periódicos impresos: La Acción y El Popular; un periódico digital, El Páramo;  emiten su señal dos estaciones radiales, Capiro Stereo y Radio Sonsón; y transmite el canal comunitario Sonsón TV
- Liceo "Braulio Mejía"
- U. de A. sede Sonsón
- Ciudadela Educativa "El Lago"
- Casa de la Cultura
- Hospital San Juan de Dios
- Teatro Itaré
- C.B.A. Asilo "San Antonio"
- Comité Humanitario de Sonsón
- Plaza de mercado de "Las Galerías"

## Cultura

### Celebraciones
A raíz de la gran extensión territorial de Sonsón, algunos de sus corregimientos han instituido fiestas dentro de sus comunidades, generando multitud de manifestaciones culturales de estas características. Muchas de ellas homenajean los productos más representativos de cada sitio. La fiesta por excelencia del municipio es la del maíz; que sin embargo no homenajea directamente a ese producto, sino que lo convierte en un referente de la cultura maicera que surgió con los aborígenes de la región y que fue ampliamente exaltada por Gregorio Gutiérrez González en su trabajo Memoria sobre el cultivo del maíz en Antioquia.
| Enero               | Abril                           | Julio | Agosto | Septiembre | Octubre                                        | Noviembre                                                           | Diciembre     |
| ------------------- | ------------------------------- | --- | --- | --- | ---------------------------------------------- | ------------------------------------------------------------------- | ------------- |
| - Fiesta a la Vida. | - Fiesta de San José.           | - Fiestas de la Virgen del Carmen. - Fiesta del beato mártir sonsoneño Fray Melquíades. - Fiesta del Higo. | - Fiesta del Maíz, celebración principal del municipio. - Semana de la mujer sonsoneña. - Fiestas de la identidad. - Aniversario de la fundación de Sonsón. | - Semana de la juventud - Semana por la paz - Fiesta de la Virgen de Chiquinquirá (septiembre 30 a octubre 9) | - Fiesta del río La Miel - Fiesta del aguacate | - Juegos Intercorregimentales - Fiesta del mármol - Fiesta del café |               |
| Festivales          |                                 | | | |                                                |                                                                     |               |
|                     | - Festival de teatro Caña Brava | | - Festival de Música Religiosa | - Festival de teatro Fitaves                                                                                  |                                                |                                                                     | - Páramo Rock |

### Gastronomía
La principal base de alimentación es el maíz. La arepa es el alimento más importante, ya que es la base de la mayoría de comidas. Existe una amplia variedad de preparaciones como la arepa de chócolo, arepa de mote o de maíz pelado. El consumo de tamal, empanada y mazamorra es extendido, y es parte de la cultura antioqueña manifestada principalmente en la región oriental, central y occidental del departamento.
Otros comestibles tradicionales de la localidad son las gelatinas (bocadillo hecho con colágeno de res, panela y harina), el alfandoque (dulce masticable a base de panela), las cucas (galletas de panela quemada), entre otros.

### Turismo y patrimonio
Desde la segunda mitad de la década del 2000, y gracias al regreso de la seguridad a la región del oriente antioqueño, ciudadanos de Sonsón han encontrado en el turismo una oportunidad de proyectar al municipio como centro cultural de Antioquia; el acelerado crecimiento de la industria hotelera, el mejoramiento de los equipamientos de primer orden y la re pavimentación de la vía La Unión- Sonsón han sido un motor para el fortalecimiento de los escenarios culturales del municipio. En 2017 el Concejo Municipal delimitó el Centro Histórico de Sonsón y su área de influencia. La integración de estos factores, ha generado un auge en el turismo en la región Oriente de Antioquia, de la que Sonsón ha sido beneficiaria.

### Museos y salas temáticas
Fuera de Medellín, la ciudad es en Antioquia la que tiene más museos en su haber; actualmente cuenta con una Red de Museos municipal, conformada por instituciones públicas y privadas. Los museos administrados por la Alcaldía de Sonsón están a cargo de la Dirección Técnica de Cultura y Patrimonio del municipio.
| Museo                                                      | Entidad                      | Año de creación |
| ---------------------------------------------------------- | ---------------------------- | --------------- |
| Casa de Los Abuelos                                        | Sociedad de Mejoras Públicas | 1956            |
| Museo de Arte Religioso Tiberio de J. Salazar y Herrera    | Parroquia de la Catedral     | 1971            |
| Casa de la Cultura Roberto Jaramillo Arango                | Alcaldía de Sonsón           | 1974            |
| Museo Folklórico*                                          | Sociedad de Mejoras Públicas | 1982            |
| Sala Arqueológica Sonsón*                                  | Sociedad de Mejoras Públicas | 1999            |
| Museo Pablo Jaramillo                                      | Alcaldía de Sonsón           | 2012            |
| Sala Homenaje a la prensa sonsoneña                        | Alcaldía de Sonsón           | 2013            |
| Sala Rómulo Carvajal                                       | Parroquia de la Catedral     | 2014            |
| Museo Fiesta del Maíz: Patrimonio inmaterial               | Alcaldía de Sonsón           | 2015            |
| Sala arqueológica Pantágoras (Corregimiento de San Miguel) | Alcaldía de Sonsón           | 2016            |
| Hotel Museo El Tesoro                                      | Empresa privada              | 2017            |
| Parque Cementerio San José                                 | Parroquia de la Catedral     | 2019            |
| *Exposiciones integrantes del Museo Casa de los Abuelos    |                              |                 |

### Patrimonio natural
| Lugar                                         | Ubicación                        |
| --------------------------------------------- | -------------------------------- |
| Jardín Etnobotánico El Lago                   | Valles Altos                     |
| Sendero ecológico del Cerro Capiro            | Valles Altos                     |
| Sendero ecológico de la quebrada Santa Mónica | Valles Altos                     |
| Páramo de Sonsón                              | Valles Altos                     |
| Cerro de La Vieja                             | Valles Altos                     |
| Higueras de la vereda La Loma y El Brasil     | Corregimiento de Alto de Sabanas |
| Gruta de los Guacharos                        | Corregimiento de La Danta        |
| Río La Miel                                   | Corregimiento de San Miguel      |